# Kaspar Bienemann
Kaspar Bienemann (* 3. Januar 1540 in Nürnberg; † 12. September 1591 in Altenburg; auch Melissander) war ein deutscher Theologe und Dichter.

## Leben
Bienemann war als streng lutherischer Pfarrer in die theologischen Positionskämpfe seiner Zeit verwickelt. Er war Generalsuperintendent von Pfalz-Neuburg und Prinzenerzieher in Weimar. 1578 wurde er Generalsuperintendent von Altenburg.
Sein Lied Herr, wie du will(s)t, so schick’s mit mir ist heute noch im Evangelischen Gesangbuch (EG 367) zu finden. Johann Sebastian Bach benutzte seine erste Strophe 1724 für seine Kantate Herr, wie du willt, so schicks mit mir, BWV 73, zum 3. Sonntag nach Epiphanias.